# Jutta Limbach
Jutta Limbach, nata Jutta Ryneck (Berlino, 27 marzo 1934 – Berlino, 10 settembre 2016), è stata una giurista e politica tedesca, docente presso l'Università libera di Berlino, esponente dell'SPD e ministro della giustizia. 
Dal 1994 fino al 2002 è stata presidente della Corte costituzionale federale tedesca e dal 2002 al 2008 presidente del Goethe-Institut.

## Biografia
La nonna di Jutta Ryneck, Elfride Ryneck era una delle prime donne membro dell’Assemblea Nazionale della Repubblica di Weimar e deputata della SPD nel Reichstag. Suo padre, Erich Ryneck (1899-1976) era anch'egli un esponente socialdemocratico e dal 1946 fino al 1948 sindaco della circoscrizione Pankow a Berlino est. Dopo aver lasciato la carica di sindaco, la famiglia si trasferì a Berlino ovest.
Jutta Ryneck frequentò le superiori e fu rappresentante studentesco. Nel 1958 si laureò in giurisprudenza con il primo Esame di Stato e nel 1966 con il secondo Esame di Stato. Nello stesso anno aderì alla SPD. Dal 1963 al 1966 fece parte del consiglio accademico nel dipartimento di giurisprudenza all'Università libera di Berlino, dove nel 1966 conseguì il dottorato con una tesi sulla Teoria e realtà della società a responsabilità limitata (Theorie und Wirklichkeit der GmbH), relatore il giurista e sociologo del diritto Ernst Eduard Hirsch..
Poco dopo, nel 1971 ottenne l'abilitazione con il lavoro L'azione, il pensiero e la conoscenza sociale nella sentenza del giudice (Das gesellschaftliche Handel, Denken und Wissen im Richterspruch).
Nel 1972 Limbach accettò la chiamata come docente associato di diritto civile all'Università libera. Nel 1982 fu professore invitato a Brema. Fra altri incarichi Jutta Limbach fu membro onorario del consiglio dell’associazione Kontakte-Контакты e.V. – un’associazione per il contatto con i paesi dell’ex Unione Sovietica.
Jutta Limbach era sposata con il giurista Peter Limbach e ha tre figli. È sepolta nella tomba di famiglia nel cimitero Waldfriedhof Zelendorf.

## Attività politiche
Dal 1987 al 1989 fu membro del consiglio per la famiglia presso il Ministero federale della famiglia, degli anziani, delle donne e della gioventù (Bundesministerium für Familie, Senioren, Frauen und Jugend, BMFSFJ). Dal 1987 fece parte del direttivo della società per la legislazione (Gesellschaft für Gesetzgebung). Nel 1992 e 1993 fu membro della commissione costituzionale unita (Gemeinsamen Verfassungskommission) per il Bundesrat) e per il Bundestag.
Dopo la vittoria elettorale di Walter Momper alle elezioni regionali del 1989 di Berlino, Jutta Limbach divenne assessore alla giustizia. Rivestì questo incarico fino al 1994. Subito dopo la nomina dovette affrontare lo sciopero della fame di alcuni terroristi incarcerati della Rote Armee Fraktion (RAF). Intenzionata a risolvere la situazione con la via del dialogo, incontrò due detenute appartenenti della RAF ed ebbe un ruolo determinante nella conclusione della crisi.
Nel marzo del 1994 divenne vicepresidente della Corte costituzionale federale tedesca (Bundesverfassungsgericht) e presidente del secondo senato. Nello stesso anno il Bundestag  nominò Jutta Limbach come ministro della giustizia in successione a Roman Herzog; esercitò questo incarico fino al limite d'età nel 2002.
Dal 2002 fino al 2008 Limbach è stata presidente del Goethe-Institut.
Dal 2003 fu presidente della commissione consultiva in relazione alla restituzione di beni culturali confiscati a causa della persecuzione nazista, in particolare di proprietà ebraica, nota come "Commissione Limbach".
Inoltre, fu membro del consiglio di fondazione del premio internazionale per la pace degli editori tedeschi (Friedenspreis des Deutschen Buchhandeles) e fino al 2007 presidente del Consiglio per la lingua tedesca (Deutscher Sprachrat). In quest’ultimo incarico Limbach pubblico il libro Parole emigrate (Ausgewanderte Wörter). Dal 2009 Jutta Limbach fu presidente del consiglio dei media di Berlino-Brandeburgo.
Nel luglio del 2007 Limbach venne eletta per un periodo di sei anni nel consiglio universitario dell'Università Ernst-Moritz-Arndt Greifswald. Dal 2011 fu presidente del consiglio accademico dell'Accademia d'Arte Berlin-Weißensee.